# Kamil Wojtkowski
Kamil Wojtkowski, né le 26 février 1998 à Sokołów Podlaski en Pologne,  est un footballeur polonais qui évolue au poste de milieu offensif au Stal Stalowa Wola.

## Biographie

### Carrière en club

#### Débuts professionnels
Kamil Wojtkowski est formé au Legia Varsovie, l'un des plus importants clubs de Pologne. Il rejoint en 2014 le Pogoń Szczecin, où il fait ses débuts en professionnel en Ekstraklasa, lors d'une défaite de son équipe par cinq buts à zéro face au Jagiellonia Białystok, le 18 octobre 2014. Il devient ainsi le plus jeune joueur du club à débuter un match en première division. Au total, il joue huit matchs toutes compétitions confondues lors de sa première saison. Il est ensuite repéré par le RB Leipzig, qui le fait signer le 29 juin 2015. Durant son passage en Allemagne, il évolue uniquement avec les équipes de jeunes de Leipzig.

#### Wisla Cracovie
Le 3 juillet 2017, il signe librement avec le Wisła Cracovie, et fait donc son retour en Pologne. Le 14 juillet de la même année, pour la première journée d'Ekstraklasa, il fait ses débuts sous ses nouvelles couleurs lors d'un match remporté (1-2) par les siens face à son ancienne équipe, le Pogoń Szczecin. Wojtkowski inscrit son premier but le 27 novembre 2017, lors du match nul de son équipe (3-3) face au Bruk-Bet Termalica Nieciecza.
En juillet 2020 son contrat n'est pas prolongé et il quitte donc le Wisla Cracovie librement.

#### Jagiellonia Białystok
Après plusieurs mois sans club, Kamil Wojtkowski rejoint en novembre 2020 le Jagiellonia Białystok. Il signe un contrat courant jusqu'en juin 2021 avec une option de deux saisons supplémentaires. Impliqué dans un accident de voiture, Wojtkowski voit son contrat résilié par le Jagiellonia Białystok en mars 2021 en raison de cet incident.

### Ethnikos Achna
Le 12 janvier 2022, Kamil Wojtkowski rejoint le club chypriote de l'Ethnikos Achna.

### Motor Lublin
Le 12 octobre 2022, Kamil Wojtkowski rejoint le Motor Lublin. Il signe un contrat courant jusqu'en juin 2024 avec son nouveau club.

### Stal Stalowa Wola
Après avoir participé à la promotion du Motor Lublin, Kamil Wojtkowski quitte le club pour rejoindre librement le Stal Stalowa Wola le 9 juillet 2024.
Wojtkowski marque son premier but pour le club le 7 août 2024, lors d'une rencontre de coupe de Pologne face au Olimpia Elbląg. Il entre en jeu à la place de Bartosz Tomaszewski et participe à la victoire de son équipe par quatre buts à deux.

### En sélection
Avec les moins de 17 ans, il inscrit six buts. Il est notamment l'auteur d'un doublé contre l'Estonie en octobre 2014, lors des éliminatoires du championnat d'Europe des moins de 17 ans 2015.
Avec les moins de 19 ans, il inscrit un doublé contre la Macédoine en octobre 2016, à l'occasion d'un match rentrant dans le cadre des éliminatoires du championnat d'Europe des moins de 19 ans 2017.